# Discografia degli Hurts
La discografia degli Hurts, gruppo musicale synth pop britannico, è costituita da tre album in studio, due EP e oltre venti singoli, pubblicati tra il 2010 e il 2021.

## Album in studio
| Anno | Titolo | Classifiche | Classifiche | Classifiche | Classifiche | Classifiche | Classifiche | Classifiche | Classifiche | Classifiche | Classifiche | Classifiche | Certificazioni                                                    |
| Anno | Titolo | UK          | AUT         | BEL (Fl)    | DNK         | FIN         | GER         | IRL         | NLD         | SWE         | SWI         | ITA         | Certificazioni                                                    |
| ---- | --- | ----------- | ----------- | ----------- | ----------- | ----------- | ----------- | ----------- | ----------- | ----------- | ----------- | ----------- | ----------------------------------------------------------------- |
| 2010 | Happiness - Pubblicato: 27 agosto 2010 - Etichetta: Major Label, RCA, Sony Music - Formati: CD, CD+DVD, LP, download digitale, streaming | 4           | 2           | 11          | 7           | 3           | 2           | 9           | 18          | 4           | 2           | 16          | - AUT: Oro - FIN: Oro - GER: Platino (2) - SWI: Platino - UK: Oro |
| 2013 | Exile - Pubblicato: 8 marzo 2013 - Etichetta: Major Label, Sony Music - Formati: CD, CD+DVD, LP, download digitale, streaming            | 9           | 4           | 24          | 31          | 2           | 3           | 34          | 20          | 17          | 2           | 34          | - GER: Oro - SWI: Oro                                             |
| 2015 | Surrender - Pubblicato: 9 ottobre 2015 - Etichetta: Columbia, Sony Music - Formati: CD, 2 LP, download digitale, streaming               | 12          | 14          | 17          | —           | 13          | 8           | 48          | 30          | 47          | 1           | 42          |                                                                   |
| 2017 | Desire - Pubblicato: 29 settembre 2017 - Etichetta: Major Label - Formati: CD, 2 LP, download digitale, streaming                        | 21          | 24          | 103         | —           | 6           | 14          | —           | 116         | —           | 8           | —           |                                                                   |
| 2020 | Faith - Pubblicato: 4 settembre 2020 - Etichetta: Lento - Formati: CD, MC, 2 LP, download digitale, streaming                            | 21          | —           | 138         | —           | —           | 9           | —           | 59          | —           | —           | —           |                                                                   |

## Extended play
| Anno | Titolo |
| ---- | --- |
| 2010 | The Belle Vue EP - Pubblicato: 9 luglio 2010 - Etichetta: Major Label - Formati: download digitale, streaming              |
| 2017 | Live @ Deluxe Music Session - Pubblicato: 24 novembre 2017 - Etichetta: Sony Music - Formati: download digitale, streaming |

## Singoli

### Come artisti principali
| Anno                                                                                               | Titolo                                     | Classifiche | Classifiche | Classifiche | Classifiche | Classifiche | Classifiche | Classifiche | Classifiche | Classifiche | Classifiche | Certificazioni                           | Album di provenienza |
| Anno                                                                                               | Titolo                                     | UK          | AUT         | BEL (Fl)    | DNK         | FIN         | GER         | IRE         | NLD         | SWE         | SWI         | Certificazioni                           | Album di provenienza |
| -------------------------------------------------------------------------------------------------- | ------------------------------------------ | ----------- | ----------- | ----------- | ----------- | ----------- | ----------- | ----------- | ----------- | ----------- | ----------- | ---------------------------------------- | -------------------- |
| 2010                                                                                               | Better Than Love                           | 50          | —           | 62          | —           | —           | 66          | —           | 88          | —           | 56          |                                          | Happiness            |
| 2010                                                                                               | Wonderful Life                             | 21          | 6           | 27          | 8           | 15          | 2           | 38          | 83          | 30          | 4           | - AUT: Oro - GER: Oro (3) - SWI: Platino | Happiness            |
| 2010                                                                                               | Stay                                       | 50          | 4           | 64          | —           | —           | 3           | —           | —           | —           | 6           | - AUT: Oro - GER: Oro - SWI: Oro         | Happiness            |
| 2010                                                                                               | All I Want for Christmas Is New Year's Day | —           | 67          | —           | —           | —           | —           | —           | —           | —           | —           |                                          | Happiness            |
| 2011                                                                                               | Sunday                                     | 57          | —           | 70          | —           | —           | —           | —           | —           | —           | —           |                                          | Happiness            |
| 2011                                                                                               | Illuminated                                | 68          | —           | —           | —           | —           | —           | —           | —           | —           | —           |                                          | Happiness            |
| 2011                                                                                               | Blood, Tears & Gold                        | —           | 45          | —           | —           | —           | 39          | —           | —           | —           | 54          |                                          | Happiness            |
| 2013                                                                                               | Miracle                                    | 120         | 43          | 56          | —           | —           | 23          | —           | —           | —           | 27          |                                          | Exile                |
| 2013                                                                                               | Blind                                      | 180         | 60          | —           | —           | —           | 52          | —           | —           | —           | —           |                                          | Exile                |
| 2013                                                                                               | Somebody to Die For                        | —           | 57          | —           | —           | —           | 46          | —           | —           | —           | 62          |                                          | Exile                |
| 2015                                                                                               | Some Kind of Heaven                        | —           | —           | —           | —           | —           | —           | —           | —           | —           | 66          |                                          | Surrender            |
| 2015                                                                                               | Rolling Stone                              | —           | —           | —           | —           | —           | —           | —           | —           | —           | —           |                                          | Surrender            |
| 2015                                                                                               | Lights                                     | —           | —           | —           | —           | —           | —           | —           | —           | —           | —           |                                          | Surrender            |
| 2015                                                                                               | Slow                                       | —           | —           | —           | —           | —           | —           | —           | —           | —           | —           |                                          | Surrender            |
| 2015                                                                                               | Wish                                       | —           | —           | —           | —           | —           | —           | —           | —           | —           | —           |                                          | Surrender            |
| 2017                                                                                               | Beautiful Ones                             | —           | —           | —           | —           | —           | —           | —           | —           | —           | —           |                                          | Desire               |
| 2017                                                                                               | Ready to Go                                | —           | —           | —           | —           | —           | —           | —           | —           | —           | —           |                                          | Desire               |
| 2020                                                                                               | Voices                                     | —           | —           | —           | —           | —           | —           | —           | —           | —           | —           |                                          | Faith                |
| 2020                                                                                               | Suffer                                     | —           | —           | —           | —           | —           | —           | —           | —           | —           | —           |                                          | Faith                |
| 2020                                                                                               | Redemption                                 | —           | —           | —           | —           | —           | —           | —           | —           | —           | —           |                                          | Faith                |
| 2020                                                                                               | Somebody                                   | —           | —           | —           | —           | —           | —           | —           | —           | —           | —           |                                          | Faith                |
| 2021                                                                                               | All I Have to Give                         | —           | —           | —           | —           | —           | —           | —           | —           | —           | —           |                                          | Faith                |
| "—" indica una pubblicazione che non si è classificata o che non è stata pubblicata in quel Paese. |                                            |             |             |             |             |             |             |             |             |             |             |                                          |                      |

### Come artisti ospiti
| Anno | Titolo                                             | Classifiche | Classifiche | Classifiche | Classifiche | Classifiche | Classifiche | Classifiche | Classifiche | Classifiche | Classifiche | Certificazioni           | Album di provenienza |
| Anno | Titolo                                             | UK          | AUT         | BEL (Fl)    | DNK         | FIN         | GER         | IRE         | NLD         | SWE         | SWI         | Certificazioni           | Album di provenienza |
| ---- | -------------------------------------------------- | ----------- | ----------- | ----------- | ----------- | ----------- | ----------- | ----------- | ----------- | ----------- | ----------- | ------------------------ | -------------------- |
| 2013 | Under Control (Calvin Harris e Alesso feat. Hurts) | 1           | 21          | 42          | 28          | 5           | 24          | 5           | 59          | 8           | 34          | - GER: Oro - UK: Platino | Motion Forever       |

## Videografia

### Video musicali
| Anno | Titolo                                     | Regista/i                                |
| ---- | ------------------------------------------ | ---------------------------------------- |
| 2009 | Wonderful Life                             | Hurts                                    |
| 2010 | Blood, Tears & Gold                        | Hurts                                    |
| 2010 | Better Than Love                           | W.I.Z.                                   |
| 2010 | Wonderful Life (seconda versione)          | Dawn Shadforth                           |
| 2010 | Stay                                       | Dave Ma                                  |
| 2010 | All I Want for Christmas Is New Year's Day | Diamond Dogs                             |
| 2011 | Sunday                                     | W.I.Z.                                   |
| 2011 | Illuminated                                | Giorgio Testi                            |
| 2011 | Blood, Tears & Gold (seconda versione)     | Hurts                                    |
| 2013 | Miracle (prima versione)                   | Chris Turner                             |
| 2013 | Miracle (seconda versione)                 | Frank Borin                              |
| 2013 | Blind                                      | Nez Khammal                              |
| 2013 | Somebody to Die For                        | Frank Borin                              |
| 2013 | Under Control                              | Emil Nava                                |
| 2015 | Some Kind of Heaven                        | Chino Moya                               |
| 2015 | Lights                                     | Dawn Shadforth                           |
| 2015 | Wish                                       | Bryan Adams                              |
| 2015 | Wings                                      | Dawn Shadforth                           |
| 2017 | Beautiful Ones                             | Tim Mattia                               |
| 2017 | Ready to Go                                | Thomas James                             |
| 2017 | Chaperone                                  | Frederick Lloyd                          |
| 2020 | Redemption                                 | Frederick Lloyd                          |
| 2020 | Somebody                                   | GRANDMAS                                 |
| 2020 | All I Have to Give                         | Chris Turner aka Favourite Colour: Black |